# Lista över insjöar i Öckerö kommun
Detta är en lista över sjöar i Öckerö kommun baserad på sjöns utloppskoordinat. Om någon sjö saknas, kontrollera grannkommunens lista eller kategorin Insjöar i Öckerö kommun.

## Lista
| Namn             | Koordinat                                     | Sjöid         | VYID | Yta (km²) | Strandlinje (km) | Höjd (m) | Maxdjup (m) | Volym (m³) | HARO   | Natura 2000 |
| ---------------- | --------------------------------------------- | ------------- | ---- | --------- | ---------------- | -------- | ----------- | ---------- | ------ | ----------- |
| Stora Ers vatten | 57°46′22″N 11°36′23″Ö / 57.77282°N 11.60644°Ö | 641310-125024 |      |           |                  |          |             |            | 108109 | Sälöfjorden |
| Svarte mosse     | 57°45′06″N 11°40′40″Ö / 57.75153°N 11.67769°Ö | 641047-125433 |      |           |                  |          |             |            | 108109 |             |